# Yoshio Yoshida (baseball)
Pour les articles homonymes, voir Yoshida.
Pour le pilote de la Seconde Guerre mondiale, voir Yoshio Yoshida (pilote).
Yoshio Yoshida (吉田義男), né le 26 juillet 1933 à Nakagyō-ku (ville de Kyoto) et mort le 3 février 2025 à Nishinomiya, est un joueur  de baseball japonais actif en Nippon Professional Baseball avec les Hanshin Tigers entre 1953 et 1969. Il devient ensuite manager des Hanshin Tigers et de l'équipe de France de baseball.
Il est élu au Temple de la renommée du baseball du Japon en 1992 et fait membre d'honneur de la Fédération française de baseball et softball en juillet 2011 à l'occasion du Challenge de France 2011.

## Carrière
Célèbre pour son aisance défensive et sa bonne frappe qui lui valent neuf récompenses de meilleur arrêt-court de 1955 à 1960, en 1962, 1964 et 1965, Yoshio Yoshida est souvent comparé au général du XIIe siècle Minamoto no Yoshitsune. Son surnom "Ushiwakamaru" est celui du général pendant son enfance.
Après sa carrière de joueur au sein des Hanshin Tigers, il en devient le manager à  partir de 1975. Pour son deuxième mandat à la barre des Tigers, il remporte les Japan Series en 1985, le premier des deux titres gagnés par la franchise. C'était la première fois depuis 1964 que les Hanshin Tigers remportaient la Ligue Centrale. Les Tigers ont semble-t-il été "victimes" de la Malédiction du Colonel jusqu'en 2023. Il est récompensé par un Matsutaro Shoriki Award, un prix décerné à des joueurs ou managers ayant grandement contribué au développement du baseball professionnel. 
De 1989 à 1995, Yoshio emménage à Paris en France et manage le PUC Baseball (1989-1993) puis l'Équipe de France de baseball. Cette dernière ne réussit pas à se qualifier pour les Jeux Olympiques de Barcelone ni d'Atlanta. Pendant son mandat à la tête de l'équipe de France, Monsieur comme on le surnomme désormais est élu au Temple de la renommée du baseball du Japon, en 1992.
Son numéro 23 est retiré par la franchise des Hanshin Tigers. 
Il est honoré par la Fédération française de baseball et softball en juillet 2011 à l'occasion du Challenge de France, puis en 2014 lors de la création du France International Baseball Tournament, aussi nommé Yoshida Challenge en son honneur.
Il conserverait précieusement son paquet de cigarette Onshino Tabako offert par l'Agence impériale depuis plus de 50 ans.[réf. nécessaire]